# Campionati italiani di triathlon del 2002
I Campionati italiani di triathlon del 2002 (XIV edizione) sono stati organizzati dalla Federazione Italiana Triathlon e si sono tenuti a Ca' Savio in Veneto, in data 8 giugno 2002
Tra gli uomini ha vinto Giuseppe Ferraro ( Carabinieri), mentre la gara femminile è andata a Nadia Cortassa (Silca Ultralite).

## Risultati

### Élite uomini
| Pos. | Atleta               | Società sportiva             | Nuoto    | Bici     | Corsa    | Totale   |
| ---- | -------------------- | ---------------------------- | -------- | -------- | -------- | -------- |
|      | Giuseppe Ferraro     | Carabinieri                  | 00:22:17 | 00:57:15 | 00:31:42 | 01:51:14 |
|      | Gabriele Pertusati   | Silca Ultralite              | 00:22:28 | 00:57:01 | 00:33:05 | 01:52:34 |
|      | Gianfranco Mione     | Big One Team3                | 00:22:38 | 00:56:53 | 00:33:26 | 01:52:57 |
| 4    | Alessandro Degasperi | Dolomitica                   | 00:22:34 | 00:57:03 | 00:33:27 | 01:53:04 |
| 5    | Emilio D'Aquino      | Carabinieri                  | 00:22:19 | 00:57:16 | 00:34:09 | 01:53:44 |
| 6    | Alessandro Bottoni   | Fiamme Azzurre               | 00:22:32 | 00:56:58 | 00:34:29 | 01:53:59 |
| 7    | Jonathan Ciavattella | G.P. Triathlon               | 00:22:06 | 00:56:51 | 00:35:16 | 01:54:13 |
| 8    | Manuel Canuto        | Big One Team3                | 00:22:16 | 00:57:10 | 00:35:55 | 01:55:21 |
| 9    | Gianni Pala          | Maranello Triathlon          | 00:22:33 | 00:57:02 | 00:35:59 | 01:55:34 |
| 10   | Andrea Salzarulo     | DDS                          | 00:22:39 | 00:56:53 | 00:36:16 | 01:55:48 |
| 11   | Andrea D'Aquino      | Carabinieri                  | 00:22:37 | 00:56:22 | 00:37:14 | 01:56:13 |
| 12   | Luca Bonazzi         | Triathlon Bergamo            | 00:24:03 | 00:57:54 | 00:34:24 | 01:56:21 |
| 13   | Dimitri Ricci        | B2K Triathlon                | 00:22:18 | 00:57:29 | 00:36:58 | 01:56:45 |
| 14   | Fabio Guidelli       | Maranello Triathlon          | 00:23:25 | 00:58:29 | 00:35:15 | 01:57:09 |
| 15   | Esteban Macias       | International 3 Sport        | 00:23:28 | 00:58:28 | 00:35:19 | 01:57:15 |
| 16   | Nicola Carpanese     | Tri. Rari Nantes Marostica   | 00:23:45 | 00:58:13 | 00:35:36 | 01:57:34 |
| 17   | Francesco Sommariva  | Dolomitica                   | 00:22:45 | 00:59:29 | 00:35:23 | 01:57:37 |
| 18   | Daniele Fiorentini   | Forze Armate Triathlon       | 00:22:17 | 00:57:10 | 00:38:19 | 01:57:46 |
| 19   | Fabrizio Ferraresi   | Molinari Triathlon Team Como | 00:22:42 | 00:59:22 | 00:36:19 | 01:58:23 |
| 20   | Edoardo Piantanida   | Pro Patria Acros             | 00:23:30 | 00:58:33 | 00:36:24 | 01:58:27 |

### Élite donne
| Pos. | Atleta              | Società sportiva    | Nuoto    | Bici     | Corsa    | Totale   |
| ---- | ------------------- | ------------------- | -------- | -------- | -------- | -------- |
|      | Nadia Cortassa      | Silca Ultralite     | 00:25:19 | 01:04:03 | 00:36:48 | 02:06:10 |
|      | Beatrice Lanza      | Ironbiella          | 00:25:24 | 01:03:56 | 00:39:35 | 02:08:55 |
|      | Elena Spaggiari     | Galileo Triathlon   | 00:25:19 | 01:04:07 | 00:39:59 | 02:09:25 |
| 4    | Silvia Gemignani    | DDS                 | 00:25:03 | 01:04:21 | 00:40:16 | 02:09:40 |
| 5    | Nadia Da Ros        | Silca Ultralite     | 00:25:34 | 01:03:53 | 00:40:18 | 02:09:45 |
| 6    | Cristina Giribon    | Fiamme Oro          | 00:25:22 | 01:04:04 | 00:40:39 | 02:10:05 |
| 7    | Valentina Filipetto | Silca Ultralite     | 00:25:35 | 01:03:52 | 00:41:57 | 02:11:24 |
| 8    | Marta Gaiardelli    | Silca Ultralite     | 00:25:23 | 01:04:02 | 00:42:38 | 02:12:03 |
| 9    | Adelaide Cappellini | Fiamme Oro          | 00:25:18 | 01:04:08 | 00:43:07 | 02:12:33 |
| 10   | Elisa Battistoni    | DDS                 | 00:25:04 | 01:04:24 | 00:44:14 | 02:13:42 |
| 11   | Francesca Ricchetti | Maranello Triathlon | 00:27:24 | 01:06:55 | 00:41:45 | 02:16:04 |
| 12   | Dina Braguti        | Silca Ultralite     | 00:27:21 | 01:06:40 | 00:44:37 | 02:18:38 |
| 13   | Daniela Gibertini   | Maranello Triathlon | 00:32:03 | 01:08:57 | 00:43:12 | 02:24:12 |
| 14   | Cinzia Arduzzoni    | CUS Parma CSL       | 00:34:41 | 01:08:59 | 00:44:19 | 02:27:59 |
| 15   | Rebecca Casentini   | B2K Triathlon       | 00:33:16 | 01:12:07 | 00:50:52 | 02:36:15 |